# Stefano Palatchi
Stefano Palatchi (Barcelona, 26 de marzo de 1960) es un cantante bajo, conocido por su dedicación teatral.

## Trayectoria artística
Stefano Palatchi se ha dedicado al canto y al teatro, con presencia en la ópera española durante las últimas décadas. Desde su debut en el Liceo en 1986, su trabajo se identifica con la música de Verdi, considerado como “basso verdiano”. 
Ha cantado en óperas como Rigoletto, Aida, Il Trovatore, La Bohème, Tosca, Turandot, Anna Bolena, Macbet, La forza del destino o Cristóbal Colón, de Leonardo Balada, junto a Montserrat Caballé i Josep Carreras. Ha actuado en auditorios como el Palacio de la Música Catalana, el Auditorio de Módena, el Teatro Real de Madrid, el Palacio de la Música de Valencia, el Auditorio de Tenerife   y el Megaron de Atenas.
Palatchi también ha actuado en jazz. Hizo su debut como crooner en enero de 2012 en la Sala Luz de Gas de Barcelona y en noviembre de 2015 ofreció su primer espectáculo en solitario como líder de un quinteto, “Stefano Palatchi in Swing”. Su repertorio incluye estándarss y canciones clásicas de la música popular en varios idiomas, mayormente baladas y jazz.